# Sous-groupe sous-normal
En mathématiques, dans le domaine de la  théorie des groupes, un sous-groupe H d'un groupe G est un sous-groupe sous-normal de G s'il existe une chaîne finie de sous-groupes du groupe, commençant en H et finissant en G, et  dont chaque élément est un sous-groupe normal du suivant.

## Définition formelle
Formellement, {\displaystyle H} est {\displaystyle k}-sous-normal dans {\displaystyle G} s'il existe des sous-groupes
{\displaystyle H=H_{0},H_{1},H_{2},\ldots ,H_{k}=G}
de {\displaystyle G} tels que {\displaystyle H_{i}} est normal dans {\displaystyle H_{i+1}} pour chaque {\displaystyle i}.
Un sous-groupe sous-normal est un sous-groupe qui est {\displaystyle k}-sous-normal pour un entier positif {\displaystyle k}.

## Historique
Le concept de sous-groupe sous-normal  a été introduit sous le nom 'nachinvariante Untergruppe par
Helmut Wielandt dans sa thèse d'habilitation en 1939. Wielandt a notamment prouvé que dans un groupe de longueur finie (en particulier fini), le sous-groupe engendré par deux sous-groupes sous-normaux est lui-même sous-normal, donc dans ce cas, que les sous-groupes sous-normaux forment un treillis.

## Exemple
Le sous-groupe {\displaystyle Z=\{e,((12)(34))\}} du groupe symétrique {\displaystyle S_{4}} est un sous-groupe normal du groupe de Klein {\displaystyle V} qui lui-même est un sous-groupe normal de {\displaystyle S_{4}}. Ainsi, {\displaystyle Z} est un sous-groupe sous-normal de{\displaystyle S_{4}}, sans être un sous-groupe normal puisque {\displaystyle ((12)(34))^{(123)}=(13)(24)} n'est pas dans {\displaystyle Z}.

## Propriétés
Quelques exemples et résultats sur les sous-groupes sous-normaux : 
- Un sous-groupe 1-sous-normal est un sous-groupe normal propre, et réciproquement.
- Un groupe de type fini est un nilpotent si et seulement si tous ses sous-groupes sont sous-normaux.
- Un sous-groupe quasi-normal (en) et plus généralement un sous-groupe qui commute avec tous ses sous-groupes conjugués d'un groupe fini est sous-normal.
- Un sous-groupe pronormal (en) qui est aussi sous-normal est un sous-groupe normal. En particulier, un sous-groupe de Sylow est sous-normal si et seulement s'il est normal.
- Un sous-groupe  2-sous-normal est un sous-groupe  qui commute avec tous ses sous-groupes conjugués.

La relation de sous-normalité est transitive : en d'autres termes, un sous-groupe sous-normal d'un sous-groupe sous-normal est sous-normal. La relation de sous-normalité peut donc être définie comme la fermeture transitive de la relation de normalité.

## Articles liés
- Sous-groupe caractéristique
- Cœur d'un sous-groupe